# Comandante (película)
Comandante es una película documental del director estadounidense Oliver Stone en la que muestran entrevistas acerca del presidente cubano Fidel Castro.
Oliver Stone hace un retrato intimista de Fidel Castro, un hombre presente en el escenario internacional desde hace más de medio siglo. Después de tres días de rodaje, Stone ofrece, extraído de más de 30 horas de entrevistas y conversaciones, un retrato íntimo y humano del líder Cubano.
Esta película fue continuada por Looking for Fidel (2004)

## Curiosidades
Al comienzo de la película, cuando Castro y Stone se encuentran, puede verse al fondo a la izquierda al actor y director español Santiago Segura.

## Censura
El cineasta estadounidense Oliver Stone culpó textualmente "a la mafia cubana" en Miami, Florida, de aplicar la censura contra su filme Comandante, el cual es un retrato actual de Fidel Castro, y se quejó de que lo acusan de antiestadounidense pese a que, dijo, "amo a mi país y creo en mi visión de Estados Unidos". La acusación incrementa así la reputación de los sectores cubanoestadounidenses más extremistas en Estados Unidos, de ejercer criterios políticos a partir de la censura y de acciones francamente anticulturales. Stone ganó la "Estrella de Oro" en el Tercer Festival Internacional de Cine de Marrakech, Marruecos, por su documental, hecho a partir de una larga entrevista del artista con Castro en Cuba. "Son sus palabras (las de Fidel Castro) y la gente tiene derecho a escucharlas", expresó el autor de Platoon y JFK, dos de los filmes que fueron repudiados por sectores de ultraderecha en Estados Unidos. Stone denunció que Comandante ha sido un filme "bloqueado por Estados Unidos" y culpó de ello a "la censura de un lobby político, de la mafia cubana". "Hice una nueva película, de 50 minutos, sobre el líder cubano, titulada "Looking for Castro" (Buscando a Castro) que será presentada a comienzos de 2004", anunció el director de cine como respuesta a sus censores. A partir de presiones cubanoestadounidenses sobre la cadena de televisión estadounidense HBO[cita requerida], esta le pidió a Stone, que estaba a punto de estrenar Comandante en Estados Unidos, que volviera a Cuba y preguntara a Castro sobre los juicios y condenas en abril último contra más de 70 opositores bajo acusaciones de contribuir con Washington a destruir el sistema socialista cubano. La cadena le pidió también que interrogara al presidente de Cuba sobre el fusilamiento de tres secuestradores que intentaron llevarse desde La Habana una lancha de pasajeros a las costas estadounidenses, amenazando con matar a sus rehenes. "Yo no estaba de acuerdo. Para mí, el retrato estaba terminado. Sin embargo, volví. Castro me recibió y de nuevo pasamos treinta horas juntos, en la que ha tenido la ocasión de expresarse sobre la oposición y el secuestro, y de defenderse"., afirmó. "La mafia cubana, un grupo de organizaciones que quieren derrocar a Fidel Castro, odió el filme", presentado en el Festival estadounidense de Sundance, afirmó. Oliver Stone se quejó en Marruecos de la falta de libertad de expresión actualmente en Estados Unidos. Dijo que en su país existe una "atmósfera tipo George Orwell", quien escribió la novela "1984", dedicada a la vida bajo un poder totalitario. "Se me acusa de ser antinorteamericano desde Platoon, Nacido el 4 de julio, JKF . Ya estoy acostumbrado. Sin embargo amo a mi país y creo en mi visión de Estados Unidos",puntualizó. Con las acusaciones de Stone, los cubanoestadounidenses anticastristas más extremistas en Miami, Florida -calificados en conjunto por La Habana como mafia cubana-, se han ganado una amplia reputación de ejercer sus criterios políticos mediante represiones y acciones anticulturales. Esa percepción resultó confirmada cuando agrupaciones y personalidades cubanoestadounidenses anunciaron protestas callejeras contra la presencia de artistas cubanos en el Grammy Latino. En esas campañas como la denunciada por Stone participa asiduamente la administración del presidente George W. Bush, que niega visas periódicamente a artistas y deportistas cubanos que desean presentarse en ciudades estadounidenses o competir en torneos internacionales convocados en ese país.